# Joe Berger
(en) Statistiques sur pro-football-reference
Joseph David Berger (né le 25 mai 1982 à Newaygo) est un joueur américain de football américain. Il joue actuellement avec les Vikings du Minnesota.

## Enfance
Berger étudie à la Newaygo High School. Lors de sa dernière année au lycée, il est nommé capitaine de l'équipe. Il joue en attaque, dans la ligne offensive mais aussi en défense, au poste de linebacker, faisant 238 tacles et une interception.

## Carrière

### Université
Il entre à l'université de Michigan Tech et joue un match du Cactus Bowl et dans le NCAA Division II All-Star game. Il est sélectionné à deux reprises dans l'équipe de la conférence GLIAC en 2003 et 2004.

### Professionnel
Joe Berger est sélectionné au sixième tour du draft de la NFL de 2005 par les Panthers de la Caroline au 207e choix. Il est libéré avant le début de la saison et intègre l'équipe d'entraînement de l'équipe. Néanmoins, les Dolphins de Miami lui propose un contrat et accepte, jouant trois matchs en 2005. Lors du camp d'entraînement 2006, il se blesse au pied et déclare forfait pour la saison 2006, il est libéré.
Après que Miami l'a lâché, les Cowboys de Dallas le font signer et Berger entre au cours de trois matchs (dans les derniers quarts des matchs) en 2007 et est blessé durant la majeure partie de la saison 2008. En 2009, il revient chez les Dolphins de Miami et joue comme remplaçant et fait ses premiers matchs comme titulaire en remplaçant Jake Grove. En 2010, il est nommé centre titulaire pour la saison à venir et ne rate qu'un seul match de la saison. Il est résilié le 5 septembre 2011.
Le 12 septembre 2011, il signe avec les Vikings du Minnesota.

## Palmarès
- Équipe de la conférence GLIAC de la saison 2003 et 2004